# Tostared
Tostared är kyrkbyn i Tostareds socken, Marks kommun. Byn ligger vid sjön Lygnerns södra strand. SCB har här från 2023 avgränsat en småort.
Här finns Tostareds kyrka. Mellan åren 1982 och 1985 låg här nöjesparken Tostareds Sommarland, vilket var det allra första sommarlandet av detta slag i Sverige. Orten är även känd för Tostareds kyrkorgelfabrik.